# Kazimierz Żebrowski
Kazimierz Żebrowski (ur. 4 marca 1891, zm. ?) – polski hokeista, olimpijczyk z Sankt Moritz 1928.

## Życiorys
Jeden z założycieli sekcji hokejowej AZS Warszawa, z którym to klubem wywalczył w latach 1927–1931 pięciokrotnie tytuł mistrza Polski.
W drużynie narodowej rozegrał 19 meczów, strzelając 1 bramkę. Na igrzyskach olimpijskich w 1928 wraz z drużyną zajął 8. miejsce.
Po zakończeniu kariery sportowej został trenerem w AZS Warszawa. Kierownik wytwórni octu spirytusowego w Warszawie.
Zginął w Warszawie podczas okupacji niemieckiej lub w obozie w Sachsenhausen.

## Ordery i odznaczenia
- Brązowy Krzyż Zasługi (19 marca 1931)[2]